# Антон Станков (фотограф)
Антон Станков е професионален български фото-журналист и спортен фотограф, фотограф на вестник „Преса“. Работил е още за агенциите БГНЕС и News.Bg.

## Биография
Роден е на 8 май 1977 година в Ямбол. Завършва Софийския университет „Свети Климент Охридски“ с профил педагогика.
Работи в продължение на 4 години в телевизионното предаване „Господари на ефира“ (следи за гафове). От 2005 до 2008 година работи за агенция NEWS.BG и спортния сайт и печатно издание (вече не се издава) „ТопСпорт“.
През 2008 година започва работа в агенция БГНЕС, която напуска през 2011 година.
През 2010 година, когато работи за агенция БГНЕС, негова снимка е номинирана за „Репортажна фотография на годината“
Фотографии на Станков от анти-правителствените протести през 2013 година стават много популярни, като някои негови кадри предизвикат огромен интерес, а световноизвестния графити артист Банкси (Banksy) споделя негова снимка в своя профил в популярната социална мрежа Facebook
От 2011 година е репортажен и спортен фотограф за вестник „Преса“.

## Изложби
Станков е автор на няколко фотоизложби, като особено успешна е изложбата му със снимки от столицата ни, представена в галерия „Декупаж“. Самото събитие е озаглавено „RED SUEDE SHOES“.